# Comitatul Caraș-Severin
Comitatul Caraș-Severin, cunoscut și ca Varmeghia Caraș-Severin (în maghiară Krassó-Szörény vármegye, în germană Komitat Krassó-Szörény, în latină Comitatus Krassovinis et Severinensis), a fost o unitate administrativă a Regatului Ungariei, care a funcționat în perioada 1881-1920. Capitala comitatului a fost orașul Lugoj (în maghiară Lugos, în germană Lugosch).

## Geografie
Comitatul Caraș-Severin a făcut parte din provincia istorică Banat. El se învecina la vest cu Comitatul Timiș (Temes), la nord cu Comitatul Arad (Arad) și la nord-est cu Comitatul Hunedoara (Hunyad). În partea de sud, acest comitat forma granița între Regatul Ungariei și Regatul Serbiei (pe Dunăre), iar în partea de sud-est forma granița între Regatul Ungariei și Regatul României (în Munții Carpați). Fluviul Dunărea forma limita sudică a comitatului, iar râul Mureș (Maros) limita sa nordică. Râul Timiș curgea pe teritoriul comitatului. Suprafața comitatului în 1910 era de 11.032 km², incluzând suprafețele de apă.

## Istorie
Comitatul Caraș-Severin a fost înființat în anul 1881 prin unirea comitatelor Caraș și Severin. În 1918, urmată fiind de confirmarea Tratatului de la Trianon din 1920,  cea mai mare parte a teritoriului comitatului Caraș-Severin a fost atribuită României, în timp ce o mică parte din sud-vest a fost atribuită Regatului Sârbilor, Croaților și Slovenilor.
Partea de nord a Comitatului Caraș-Severin (inclusiv Lugojul) este astăzi parte a județului Timiș, cu excepția unei fâșii cu lățimea de 10 km de-a lungul râului Mureș, care este în județul Arad. Restul teritoriului formează județul Caraș-Severin, cu excepția orașului Orșova, care este în județul Mehedinți.

## Demografie
În 1910, populația comitatului era de 466.147 locuitori, dintre care: 
Români -- 336.082 (72,09%) 
Germani -- 55.883 (11,98%) 
Maghiari -- 33.787 (7,24%) 
Sârbi -- 14.674 (3,14%) 
Slovaci -- 2.908 (0,62%) 
Ruteni -- 2.351 (0,50%)

## Subdiviziuni
La începutul secolului 20, subdiviziunile comitatului Caraș-Severin erau următoarele:
| Districte (járás)                          | Districte (járás)             |
| District                                   | Capitală                      |
| ------------------------------------------ | ----------------------------- |
| Béga                                       | Bálinc --- Balinț             |
| Boksanbánya                                | Boksanbánya --- Bocșa Montană |
| Bozovics                                   | Bozovics --- Bozovici         |
| Facsád                                     | Facsád --- Făget              |
| Jám                                        | Jám --- Iam                   |
| Karánsebes                                 | Karánsebes --- Caransebeș     |
| Lugos                                      | Lugos --- Lugoj               |
| Maros                                      | Marosberkes --- Birchiș       |
| Oravicabánya                               | Oravicabánya --- Oravița      |
| Resicabánya                                | Resicabánya --- Reșița        |
| Temes                                      | Szákul --- Sacu               |
| Teregova                                   | Teregova --- Teregova         |
| Újmoldova                                  | Újmoldova --- Moldova Nouă    |
| Districte urbane (rendezett tanácsú város) |                               |
| Karánsebes --- Caransebeș                  |                               |
| Lugos --- Lugoj                            |                               |